# Guido Nonveiller
Guido Nonveiller (1913 - 2002) est un scientifique et entomologiste croate du XXe siècle, expert pour l'Organisation des Nations unies pour l'alimentation et l'agriculture.
Sa renommée internationale dans le milieu est due à ses recherches sur les mutillidaes africains et paléarctiques, ainsi que sur les bradynobaenidae et hyménoptères. Spécialiste des coléoptères présents dans les Balkans, il s'est aussi engagé dans plusieurs conflits, en tant que membre des brigades internationales puis de la résistance française. Il est considéré comme ayant eu une importante contribution pour l'histoire de l'entomologie en Croatie.

## Biographie
Né le 5 juin 1913 à Rijeka (Croatie), Guido Nonveiller est le fils d'un ingénieur chimiste, Lino Nonveiller, qui le forme lui et sa sœur aux sciences. Il se passionne jeune pour l'étude des insectes, après avoir rencontré Peter Novak, un entomologiste croate en 1927. En 1929, alors qu'il n'a que seize ans, il fait la découverte de nouvelles espèces d'insectes dans les montagnes du Biokovo. Il étudie ensuite à l'Université de Belgrade, où il s'engage dans des mouvements étudiants proches du socialisme et du communisme. Ces idées le conduiront par la suite à participer tout d'abord à la guerre civile Espagnole, où il est officier dans les brigades internationales dès 1937. Capturé en avril 1939 avec la victoire de Francisco Franco, il est incarcéré en Espagne, puis en France, à la prison de Castres, sous le régime de Vichy. Il s'en échappe le 16 septembre 1943, en compagnie de 36 autres détenus, avant de passer dans la clandestinité et de rejoindre la Résistance. À la fin de la Seconde Guerre mondiale, il est nommé ambassadeur de Yougoslavie en France, pour les années 1944 à 1945. 
De retour dans son pays, il enseigne de 1946 à 1960 à l'Université de Belgrade. Il fonde et dirige ensuite l'Institut Fédéral pour la protection des végétaux de Yougoslavie. Il est ensuite nommé en Tunisie, comme responsable de la protection des végétaux (de 1962 à 1965), puis au Cameroun, à Yaoundé, où il est expert de l'alimentation et de l'agriculture pour l'ONU. En 1989, le gouvernement français le décore commandeur des Palmes Académiques, le plus haut grade de cette distinction. Il démenage en 1992 à Paris, où il travaille pour le Muséum national d'histoire naturelle et publie alors une vingtaine d'articles de presse sur les lépidoptères. En 1996, date de son retour en Croatie, il est nommé citoyen d'honneur de l'Espagne, pour sa participation active à la Guerre civile, et reçoit de la part de Jacques Chirac le même statut juridique que les anciens militaires français. En son honneur, la base de données de la Société croate d'entomologie est appelé Nonveilleriana, depuis 2006.
Guido Nonveiller meurt le 7 avril 2002 à Belgrade, en Serbie.

## Œuvres
- Catalogue commenté et illustré des insectes du Cameroun d'intérêt agricole, Université de Belgrade / Institut pour la protection des plantes, 1984 ;
- Recherches sur les mutillides de l'afrique (hyménoptères, mutillidés), 1995 ;
- Pionniers de la recherche sur les insectes de la Dalmatie,  Musée d'histoire naturelle croate (Zagreb), 2001 ;
- Mémoires d'un citoyen du XXe siècle,  Université de Belgrade, 2004.